# Château de Boblaye
Le château de Boblaye ou  château de Beaubley est un édifice situé à Meslan en France.

## Localisation
Le château est situé sur le territoire de la commune de Meslan, au lieu-dit Boblaye, il se trouve en contrebas de l'ancien manoir. Situé dans un beau parc, il ne peut qu'être aperçu extérieurement, dans le département du Morbihan en région Bretagne.

## Description
Édifice du XIXe siècle à deux étages.

## Historique
Le manoir de Boblaye est mentionné dès le XIVe siècle, il est acheté à la famille de Rohan et reconstruit au milieu du XVIIe siècle par les Le Puillon. Au XIXe siècle, un château neuf est construit auprès de cet édifice, la propriété restant dans la même famille jusqu'à nos jours.
Le château est inscrit à l'inventaire général du patrimoine culturel en 1966.

## Galerie

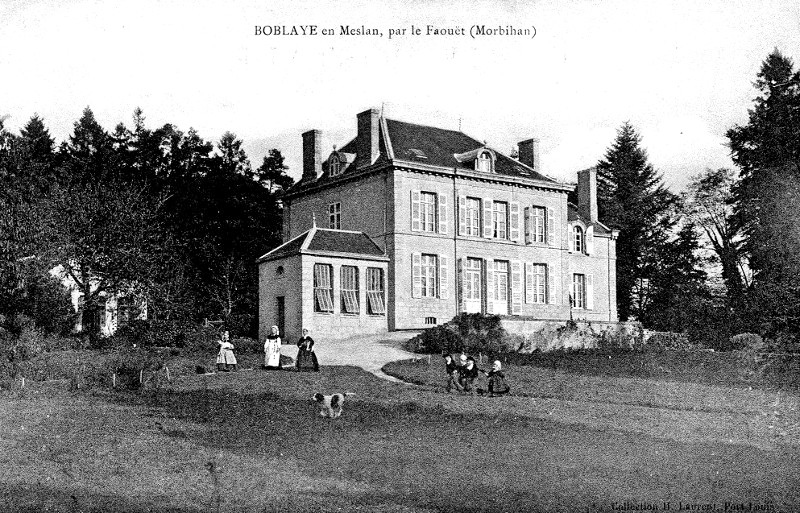
Le château de Boblaye vers 1925 (carte postale).